# Trường Trung học cơ sở Trưng Vương, Nha Trang
Trường Trung học cơ sở Trưng Vương Nha Trang là một trường Trung học cơ sở tại thành phố Nha Trang. Trước năm 1975, trường được cư dân địa phương biết đến nhiều với tên gọi Trường Khải Minh Nha Trang, hay Trường Tàu, vì đây là một ngôi trường do các Hoa kiều xây dựng để dành cho các con em Hoa kiều học tập với chương trình song ngữ Việt - Hoa.

## Hình thành
Nha Trang trong những thập niên đầu thế kỷ 20 đã có một số lượng đáng kể Hoa kiều sang sinh sống để lánh nạn binh lửa ở quê hương Trung Quốc. Họ hình thành 4 bang hội lớn là Quảng Đông, Hải Nam, Triều Châu, Phúc Kiến, để tương trợ lẫn nhau tại quê hương mới.
Sự phát triển của cộng đồng người Hoa tại Nha Trang đã nảy sinh nhu cầu cần có một cơ sở giáo dục cho con em Hoa kiều để bảo tồn và gìn giữ văn hóa Trung Hoa. Năm 1933, các Hoa kiều góp tiền để mua lại một khu đất rộng 3.500m2 ở phía bắc Nha Trang của một Hoa kiều có tên là Dị Khai Hoa, để xây dựng một ngôi trường nhỏ lấy tên là Nha Trang Công lập Hoa kiều Học giáo (芽莊公立華僑學校). Những sáng lập viên ban đầu của trường là các ông Trần Xương Sâm (陳昌森), Phan Tiên Cẩm (潘先錦) và Đặng Lập (鄧立). Ông Trần Xương Sâm được cử làm hiệu trưởng đầu tiên của trường.

## Khải Minh Trung học
Ban đầu, do thiếu kinh phí, trường chỉ có vài lớp học và 1 lễ đường nhỏ. Chương trình giảng dạy chỉ là Hoa văn và sử dụng ngôn ngữ của từng địa phương để dạy học. Mãi đến năm 1939, trường mới bắt đầu sử dụng tiếng Quan thoại làm ngôn ngữ chính thức trong giảng dạy. Giáo trình giảng dạy cũng được quy theo tiêu chuẩn của Trung Hoa Dân Quốc.
Việc giảng dạy của trường bị đình trệ khi Thế chiến thứ hai bùng nổ. Các cơ sở của trường bị tàn phá nặng nề và bị người Nhật chiếm dụng. Khi quân Pháp tái chiếm Nha Trang, các bang hội quyết định mở lại trường, và để tránh ảnh hưởng của cuộc xung đột Pháp - Việt, trường được đổi tên thành Hoa kiều Công lập Trung Hoa Học giáo (華僑公立中華學校). Ông Sử Cẩm Ba (史錦波) được cử làm Hiệu trưởng.
Năm 1959, Ty Giáo dục Việt Nam Cộng hòa ra quy định, trường không được lấy tên "Trung Hoa", nên phải đổi tên là Trường Khải Minh Nha Trang (芽莊啟明學校, Nha Trang Khải Minh Học giáo). Bấy giờ, trường vẫn chỉ mới chuyển đổi chương trình giảng dạy theo bậc tiểu học. Các học sinh tốt nghiệp Tiểu học phải sang trường Việt hoặc vào Sài Gòn mới có thể học tiếp bậc Trung học. Chính vì vậy, năm 1968, trường một lần nữa được xây cất mở rộng để có thể nâng lên giảng dạy bậc Trung học, có cả khu nội trú dành cho các con em Hoa kiều ở các vùng lân cận. Một cơ sở hạ tầng mới được xây dựng với 2 tòa lầu cao mỗi bên 4 tầng đã được xây lên, phần giữa là sân bóng rổ và sân cầu lông, toàn bộ tráng bằng xi măng, phục vụ nhu cầu tập luyện thể dục. Trường còn có phòng âm nhạc, thư viện, phòng thí nghiệm, ký túc xá dành cho giáo viên và học sinh, phòng y khoa, câu lạc bộ, tất cả hơn 50 phòng. Tòa "Lễ Đường" được xây từ năm 1955 được giữ lại, ngoài ra trường còn có khu văn phòng giáo viên và phòng hành chánh, văn phòng Hội thể dục Kiều Thanh... Tổng kinh phí lên đến 30 triệu đồng (tiền Việt Nam Cộng hòa), mãi đến 3 năm sau công trình mới hoàn tất. Lễ khánh thành được tổ chức vào ngày 18 tháng 6 năm 1971, có sự tham dự của Tổng lãnh sự Trung Hoa Dân quốc Trần Vi (陳維) cắt băng khai mạc, cùng với giải đấu giao hữu bóng rổ trung học 7 tỉnh. Với kiến trúc được xây cất theo kiểu hiện đại, cao lớn nhất thành phố Nha Trang và tỉnh Khánh Hoà thời bấy giờ, cho đến nay Trường Khải Minh vẫn là trường học có lầu ốc cao nhất tỉnh.

## Số phận thăng trầm
Sau năm 1975, cơ sở của trường Khải Minh bị chính quyền mới trưng dụng để sử dụng làm cơ sở giáo dục công. Trong 2 năm sau đó, trường vẫn mang tên Khải Minh và mỗi tuần được dạy 2 tiết Hoa văn, với sách giáo khoa và tài liệu do Nhà xuất bản Văn hóa in ấn. Tuy nhiên, do vấn đề Nạn kiều và xung đột biên giới Việt Trung, về sau, trường được đổi tên thành Trường Phổ thông Cơ sở Vạn Thạnh 2, không còn tập trung các học sinh gốc Hoa mà mở rộng dạy cho cả học sinh người Việt tại địa phương, do đó cũng bỏ luôn các tiết Hoa văn.
Đến tháng 8 năm 1995, trường sở được sử dụng cho Trường Tiểu học Kim Đồng. Tám năm sau, tháng 8 năm 2003, trường sở lại được sử dụng cho Trường Trung học Cơ sở Trưng Vương cho đến ngày nay.